# مورو (شعب)

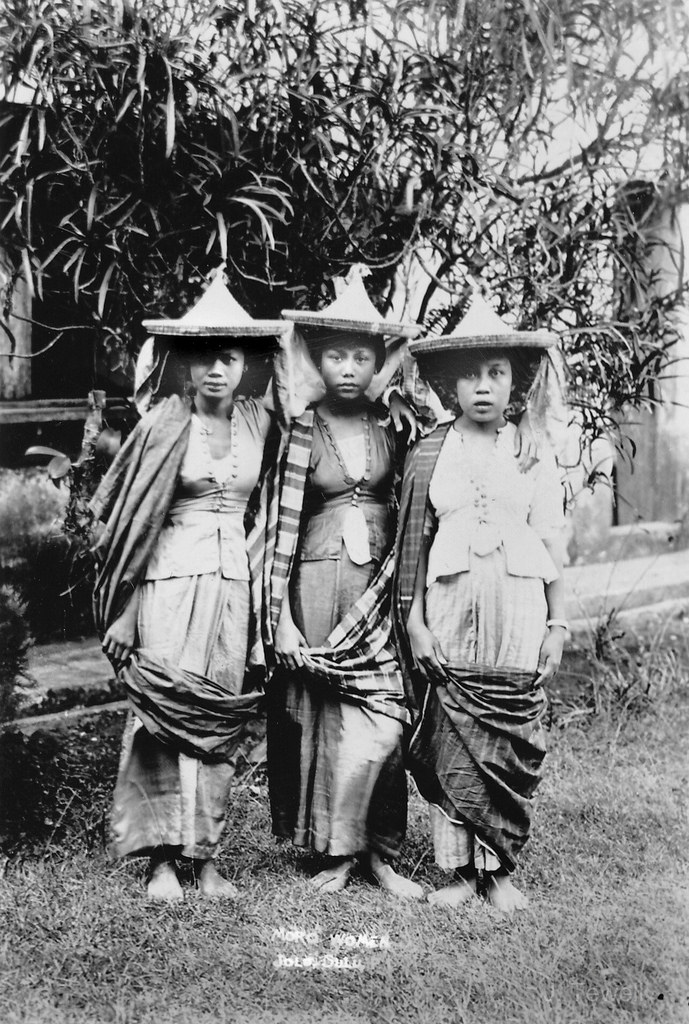
3 نساء من مورو في عقد 1900

المورو، ويسمون أيضا بانجسامورو أو بنغسا مورو، هم السكان المسلمون في الفلبين، والذين يشكلون أكبر مجموعة غير كاثوليكية في البلاد والتي تضم حوالي 5.1٪ (اعتبارا من أغسطس 2007) من مجموع سكان الفلبين. وهناك نحو 13 مجتمعا من مجتمعات السكان الأصليين غالبيتهم تحولوا إلى دين الإسلام وأصبحوا الآن من المسلمين أو الموروس. والأكثرية من هؤلاء المسلمين من أتباع الإسلام من المذهب الشافعي.
دخل مصطلح مورو (موور) حيز الاستخدام خلال فترة الاستعمار الاسباني من طرف الإسبان. حيث أنه كان يستخدم في الأصل للإشارة إلى المسلمين الأمازيغ الذين حكموا الأندلس (قبل الاحتلال الإسباني وقبل طرد السكان الأصليين)، ولكن بعد فترة بدأ استخدامها بشكل غير رسمي من قبل الإسبان للإشارة إلى جميع المسلمين. فور وصولهم (أي الإسبان)، لاحظوا في وقت مبكر نقلا عن واحد من أقرب كتابهم:
يقولون أن هناك في هذا البلد، الموور [موروس] مثل أولئك البربر [البربر]، وأن قوتهم في الأسلحة تساوي تماما تلك التي لدى أولئك الناس. وأنهم يقاتلون ويدافعون عن أنفسهم مثل الأتراك...
- علاقات جزر القلبين، 1569.
كما أن هذا المصطلح موصوف ذاتيا من قبل المجتمعات المحلية نفسها. وهناك أيضا تجمع إعلان دانسالان التاريخي وإعلان زامبوانغا للمورو وقادة اللوماد لإعلان احتجاجهم على مخطط إدراج أراضيها السيادية ضمن الكومنولث الفلبيني الناشئ. وعلى كل الإعلانات، استخدم الموقعون كلمة «أمة المورو» والتي ترجمت إلى بنغسا مورو.
في التاريخ الحديث، الجماعات ذات النفوذ مثل جبهة تحرير مورو الوطنية (الجبهة الوطنية) تبنت هوية المورو من أجل توحيد جميع الجماعات الإسلامية في الفلبين. وهذا يختلف عن هوية «الفلبينية» حيث كان الكثير ينظر إليها على أنه نعت لتحويل المجموعات العرقية إلى الكاثوليكية. وبالإضافة إلى ذلك، نور ميسواري وهو واحد من القادة المؤسسين لبعض الحركات الاجتماعية للمورو، وضح أن المورو ليسوا جزءا من أغلبية المجتمع الفيليبيني مع رفع شعار «مورو ليسوا فيليبينيون» في خضم نضالهم لأجل الحصول على الحكم الذاتي أو الاستقلال عن الحكومة المركزية الفيليبينية ذات الغالبية الكاثوليكية.
وتكمن جذور هذا من خلال مقاومة الحكومة بعد الاحتلال الإسباني والأمريكي الذين أجبروهم على التخلي عن نظامهم في الحكم الذي كان عبارة عن سلطنة والاندماج ضمن الجمهورية الفلبينية الحديثة باعتبارها سياسة رسمية.
يعيش معظم شعب مورو في مينداناو، سولو وبالاوان. ويرجع ذلك إلى الحركة المستمرة لشعوبها منذ القرن ال16 حتى الوقت الحاضر بسبب حرب الفلبين - بنغسا مورو، كما أن مجتمعات المورو يمكن العثور عليها في جميع المدن الكبرى في الفلبين، بما في ذلك مانيلا، سيبو ودافاو. وقد هاجر العديد من الموروس إلى ماليزيا واندونيسيا وبروناي في النصف الأخير من القرن العشرين بسبب الصراع في جنوب الفلبين.حاليا، يمكن الاطلاع على المجتمعات الحديثة اليوم في كوتا كينابالو، سانداكان، سيمبورنا في صباح (ماليزيا)، شمال كاليمانتان المجاورة في إندونيسيا، وكذلك في بندر سيري بيغاوان بروناي.
تم منحهم حكما ذاتيا في يوليو 2018م